# International Association of Mathematical Physics
Die International Association of Mathematical Physics (IAMP) ist die internationale Vereinigung für Mathematische Physik. Sie wurde 1976 gegründet. Die IAMP organisiert den International Congress on Mathematical Physics (ICMP), der alle drei Jahre stattfindet. Sie vergibt darauf seit 1997 den Henri-Poincaré-Preis und einen Preis für Nachwuchswissenschaftler (Early Career Award, seit 2009). Die Gesellschaft hat ein vierteljährliches News Bulletin.

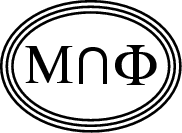
Logo der IAMP

Der Verein hat seinen Sitz in Genf.

## Präsidenten
- 2024-: Kasia Rejzner
- 2020–23: Bruno Nachtergaele
- 2015–20: Robert Seiringer
- 2011–14: Antti Kupiainen
- 2009–11: Pavel Exner
- 2006–08: Giovanni Gallavotti
- 2003–05: David Brydges
- 2000–02: Herbert Spohn
- 1997–99: Elliott Lieb
- 1991–96: Arthur Jaffe
- 1988–90: John R. Klauder
- 1985–87: Konrad Osterwalder
- 1982–84: Elliott Lieb
- 1979–81: Huzihiro Araki
- 1976–78: Walter Thirring

## Liste der Kongresse (ICMP)
- 1972: Moskau
- 1974: Warschau
- 1975: Kyōto
- 1977: Rom
- 1979: Lausanne
- 1981: Berlin
- 1983: Boulder
- 1986: Marseille
- 1988: Swansea
- 1991: Leipzig
- 1994: Paris
- 1997: Brisbane
- 2000: London
- 2003: Lissabon
- 2006: Rio de Janeiro
- 2009: Prag
- 2012: Aalborg
- 2015: Santiago de Chile
- 2018: Montreal
- 2021: Genf
- 2024: Straßburg